# Lac Cawachagamite
Pour les articles homonymes, voir Cawachagamite.
Le lac Cawachagamite est un plan d’eau douce du versant Sud de la rivière Eastmain, dans Eeyou Istchee Baie-James, dans la région administrative du Nord-du-Québec, dans la province de Québec, au Canada.
Le bassin versant du lac Tetreau est desservi indirectement par la route forestière route
 167 (sens Nord-Sud) qui passe à 126,2 km à l'Est en remontant à l’Est du lac Mistassini, puis vers le Nord en suivant le cours de la rivière Takwa.[Interprétation personnelle ?]
La surface du lac Cawachagamite est habituellement gelée de la fin octobre au début mai, toutefois la circulation sécuritaire sur la glace se fait généralement de la mi-novembre à la fin d'avril, il faut toutefois s'assurer de l'épaisseur de la glace avant de s'y aventurer.[réf. nécessaire]

## Géographie
- côté nord: lac de la Marée, rivière Tichégami, rivière Eastmain, lac Dumanoir;
- côté est: lac Thereau, lac Comeau (rivière Rupert), lac Baudeau, ruisseau Holton, rivière Neilson (rivière Pépeshquasati), rivière Wabissinane, lac Fromenteau (rivière Wabissinane), lac Woollett, lac Mistassini;
- côté sud: rivière Rupert, lac Bellinger, rivière Natastan, lac Miskittenau;
- côté ouest: lac Hore, lac Le Vilin, lac des Champs, rivière Eastmain, rivière Rupert[1].

Situé au Nord-Ouest du lac Mistassini, le lac Cawachagamite est de nature difforme, ressemblant à un croissant ouvert vers le Sud et coiffé au Nord d’une baie difforme. Ce lac comporte une superficie de 30,44 km2, une longueur de 13,9 km, une largeur maximale de 7,2 km et une altitude de 347 m.
Le lac Cawachagamite comporte 73 îles, de nombreuses baies et presqu’îles. Les principales caractéristiques de ce lac sont (description selon le sens horaire à partir de l’embouchure):
Partie principale du lac
- une presqu’île rattachée à la rive Nord-Est, s’étirant sur 2,3 km vers le Sud-Ouest. Cette presqu’îles comporte cinq baies secondaires;
- une baie s’étirant 4,1 km vers l’Est recevant une décharge de lacs non identifiés. Cette baie comporte une baie secondaire s’étirant sur 1,4 km vers le Nord ressemblant à la lettre F superposée d’une barre au sommet;
- une presqu’île rattachée à la rive Est, s’étirant sur 2,5 km vers l’Ouest. Cette presqu’île pointe vers une île (longueur: km) que sépare un détroit d’une centaine de mètres;
- la presqu’île précédente ainsi que l’île forment la rive Nord d’une baie s’étirant sur 4,6 km vers l’Est;
- une baie s’étirant 3,4 km vers le Sud-Ouest comportant une décharge (venant du Sud) de lacs non identifiés;

Partie Nord du lac
La partie Nord du lac qui s’étire sur 4,2 km vers le Nord a une forme complexe comportant de nombreuses îles, baies et presqu’îles. Cette partie du lac comporte:
- une entrée d’une largeur de 1,3 km formée par deux presqu’îles:

celle rattachée à la rive Ouest s’étirant sur 2,7 km vers le Nord-Est et celle rattachée à la rive Est s’étirant sur 2,3 km vers l’Ouest;
- une baie en forme de fourche s’étirant 2,8 km vers le Sud-Ouest;

elle comporte une baie secondaire s’étirant sur 1,6 km vers le Nord-Ouest. Cette dernière baie reçoit la décharge (venant de l’Ouest) de plus lacs non identifiés;
- une île centrale d’une longueur de 1,6 km;
- une baie de forme complexe s’étirant sur 2,0 km vers le Nord-Est;
- une petite baie étroite s’étirant sur 0,6 km vers le Nord-Est, jusqu’à l’émissaire du lac[1].
- deux décharges de lacs non identifiés se déversant sur la rive Sud-Est;

L’embouchure du lac Cawachagamite est localisée au fond d’une baie de la rive Ouest du lac, soit à:
- 17,9 km au Sud-Est du lac de la Marée dont la partie Nord est traversé par la rivière Eastmain;
- 74,8 km au Nord-Ouest du lac Mistassini;
- 32,8 km au Nord-Ouest du lac Woollett lequel est traversé par la rivière Eastmain;
- 101,9 km à l’Est du réservoir de l'Eastmain 1;
- 173 km à l’Est du réservoir Opinaca ;
- km au Nord-Ouest de l’embouchure du lac Mistassini (confluence avec la rivière Rupert);
- 147 km au Nord-Est du centre du village de Nemaska (municipalité de village cri);
- 202 km au Nord-Ouest du centre-ville de Chibougamau;
- 310,1 km à l’Est de la confluence de la rivière Eastmain et de la baie James[1].

À partir de l’embouchure du lac Cawachagamite, la courant coule sur:
- 8,0 km vers le Nord, en contournant une presqu’île (s’étirant vers le Nord-Est) d’un lac non identifié (altitude: sur m) jusqu’à son embouchure;
- 4,6 km vers l’Ouest en traversant un lac non identifié jusqu’à son embouchure;
- 8,5 km vers le Nord jusqu’à l’embouchure d’un lac non identifié;
- 12,5 km vers l’Ouest jusqu’à la rive Sud-Est du Lac de la Marée;
- 13,3 km vers le Nord-Est jusqu’à rejoindre l’île Le Veneur que contourne le courant de la rivière Eastmain;
- km vers l’Ouest en suivant le cours de la rivière Eastmain jusqu’à la baie James[1].

## Toponymie
Le terme « Cawachagamite » dérive du terme cri « kawachagamits », signifiant « lac à l'eau claire » ou « lac clair ». 
Vers 1790, la Compagnie de la Baie d'Hudson établit le poste de Neoskweskau, près du lac de la Marée dont la partie Nord est traversée par la rivière Eastmain. Le lac Cawachagamite devient alors une étape sur une des routes importantes pour s'y rendre en provenance du Sud-Est, notamment pour les membres de la communauté cri du lac Mistassini, situé à environ 75 km au Sud-Est. Dans son Journal de 1820, l'explorateur James Clouston indique pour ce lac les graphies « Ca-washaggummie » et « Cawashagummie ».
Le toponyme "lac Cawachagamite" a été officialisé le 5 décembre 1968 par la Commission de toponymie du Québec, soit à la création de la commission.